# 자유사회당

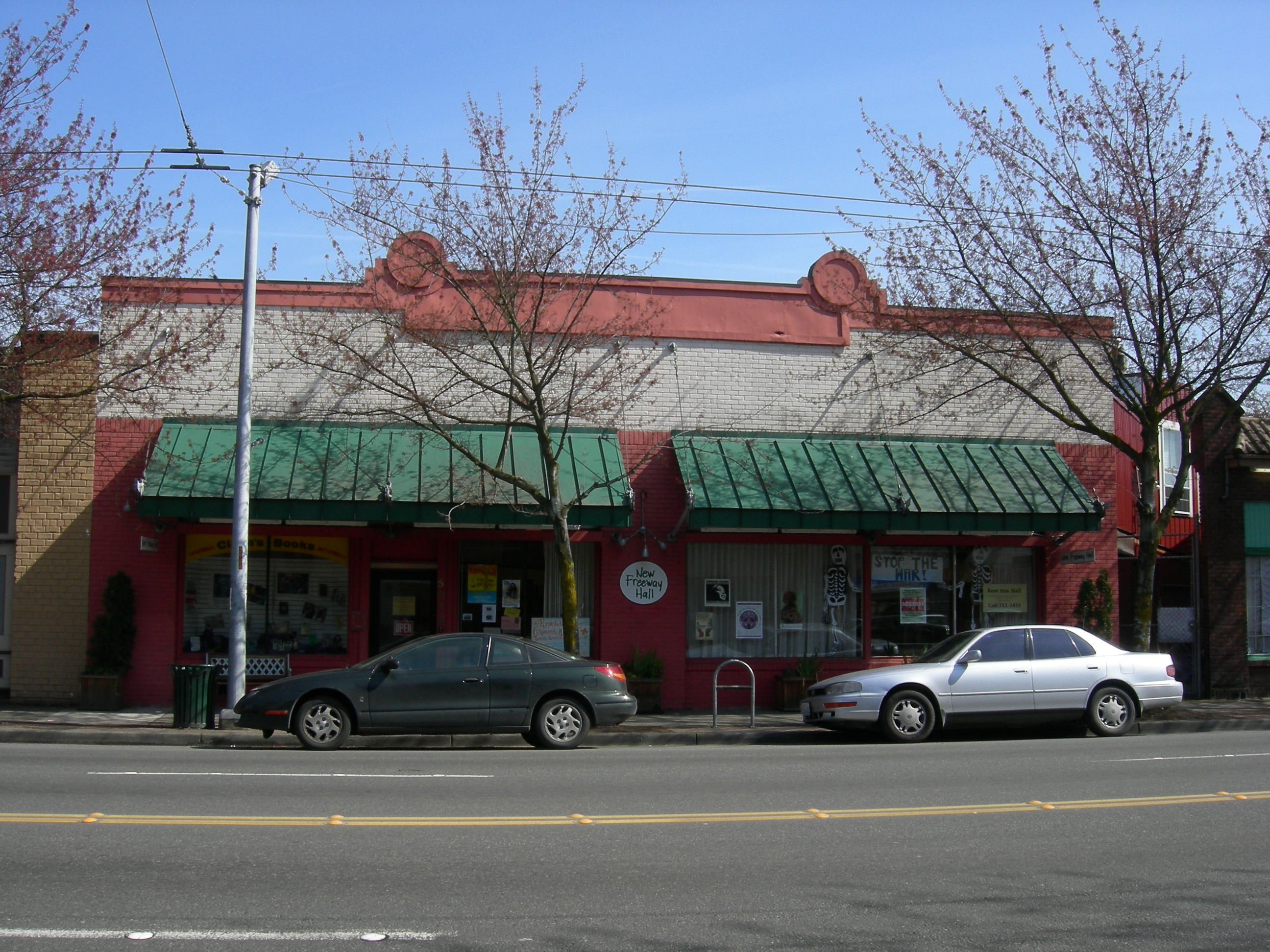

자유사회당(영어: Freedom Socialist Party)은 1966년 사회주의 노동자당에서 분할된 미국의 트로츠키주의 정당이다.

## 같이 보기
- 클라라 프레이저
- 사회주의해방당